# Atretium
Atretium är ett släkte av ormar. Atretium ingår i familjen snokar.
Atretium schistosum förekommer i Indien samt Sri Lanka och Atretium yunnanensis lever i provinsen Yunnan i Kina. Arterna är små till medelstora ormar. De vistas i fuktiga områden och de har bra simförmåga. Födan utgörs av groddjur och fiskar. Antagligen lägger honor ägg. Släktets medlemmar har en kraftig bål, ett smalt huvud med medelstora runda ögon och fjäll med en köl. Typisk är många tänder. Enligt IUCN flyttas Atretium yunnanensis till släktet Fowlea. Atretium schistosum lever i låglandet och i bergstrakter upp till 1200 meter över havet.
Arter enligt Catalogue of Life och The Reptile Database:
- Atretium schistosum
- Atretium yunnanensis